# Ivan Kaljajev

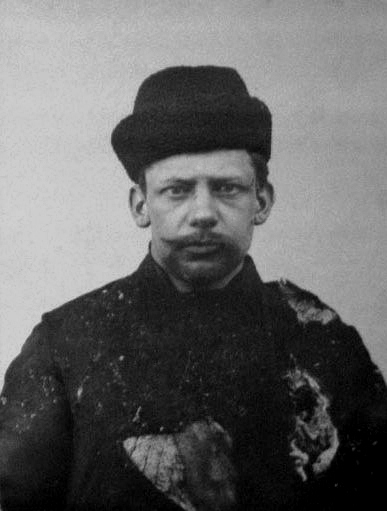

Ivan Platonovitsj Kaljaev (Russisch: Иван Платонович Каляев), beter bekend als Ivan Kaljajev, (6 juli 1877, Warschau, Polen - 23 mei 1905, Moskou, Rusland) was een revolutionaire socialist. Hij was tevens lid van de Sociaal-Revolutionaire Partij. Kaljajev was verantwoordelijk voor de dood van groothertog Sergej Aleksandrovitsj van Rusland. Hij deed hierbij mee aan een operatie van de SR Combat Organisatie. Hiervoor werd hij gearresteerd, ter dood veroordeeld en opgehangen.

## Vroege leven
Kalyayev werd in Warschau geboren in de familie van een Russische inspecteur van de politie-inspecteur en een Poolse moeder. Hij studeerde aan de Universiteit van Sint-Petersburg uit (1897), maar raakte al snel betrokken bij studentenprotesten, werd kort gevangengezet en vervolgens van de universiteit verdreven en in ballingschap naar Ekaterinoslav gestuurd. Daarna probeerde hij terug te keren naar de universiteit, maar werd de toegang geweigerd vanwege zijn politieke activiteiten. Toen Kalyayev 24 was, sloot hij zich aan bij de marxistische Russische sociaaldemocratische arbeiderspartij, maar brak al snel met hen, ontevreden over wat hij beschouwde als "gewoon praten", d.w.z. propaganda die niet leidde tot directe actie. Na het dienen van zijn termijn ging hij naar Lemberg (toen in Oostenrijk-Hongarije) om zijn opleiding aan de Universiteit van Lemberg voort te zetten en raakte betrokken bij de Russische emigrantenrevolutionairen daar. Hij werd snel gearresteerd in Berlijn met revolutionaire literatuur bedoeld voor Rusland. De Duitse regering heeft Kalyajev naar Rusland overgebracht. Na een korte opsluiting in Warschau werd Kalyajev verbannen naar Yaroslavl.

## Bommenwerper
In Yaroslavl raakte Kalyayev bevriend met de sociaal-revolutionairen en schrijvers Boris Savinkov en Aleksey Remizov en besloot om zijn leven volledig aan revolutionaire acties te wijden. In die tijd raakte Kalyayev ervan overtuigd dat politieke angst de enige manier was om zijn politieke ideeën te realiseren. Hij ontmoette Evno Azef, de commandant van de SR Combat Organization en bood aan om politieke moorden te plegen.
Kalyayev diende als reserve bij de moord op minister van Binnenlandse Zaken Vyacheslav Pleve. Echter, Pleve werd gedood door een ander lid van het team, Yegor Sazonov, en Kalyaev hoefde uiteindelijk zijn bom niet te gebruiken. De volgende te worden gedood was de generaal-gouverneur van Moskou en oom van tsaar Nicolaas II, groothertog Sergej Alexandrovitsj.

## Moord op Groothertog Sergej
De moord was gepland voor 15 februari 1905. Op die dag zou de hertog een Bolshoi Theatershow bezoeken die een inzamelingsactie voor het Rode Kruis was. Kaljajev moest het rijtuig aanvallen toen het het theater naderde. Alles ging zoals verwacht. Kaljajev stond op het punt om zijn bom te werpen op het rijtuig van de groothertog, maar hij zag dat de vrouw van Sergej Alexandrovitsj (groothertogin Elizabeth Fjodorovna) en de jonge neven (kinderen van de groothertog Pavel Alexandrovitsj) ook in de koets zaten en hij aborteerde de moord.
Hij voerde de moord twee dagen later uit en doodde de groothertog en zijn koetsier toen de groothertog zijn officiële verblijfplaats in het Kremlin in Moskou naderde. Kalyayev werd onmiddellijk gearresteerd.

## Nasleep
Volgens Edvard Radzinsky,

"Elizabeth bracht de dagen vóór de begrafenis door in onafgebroken gebed. Op de grafsteen van haar man schreef ze: 'Vader, laat ze los, ze weten niet wat ze doen.' Ze begreep de woorden van de evangeliën met hart en ziel, en aan de vooravond van de begrafenis eiste ze om naar de gevangenis te worden gebracht waar Kalyayev werd vastgehouden. Ze werd in zijn cel gebracht en vroeg: "Waarom heb je mijn man vermoord?" 'Ik heb Sergej Alexandrovitsj vermoord omdat hij een wapen van tirannie was, ik nam wraak voor de mensen.' 'Luister niet naar je trots, bekeer je ... en ik smeek de Soeverein om je je leven te geven, ik zal hem om je vragen, ikzelf heb je al vergeven.' Aan de vooravond van de revolutie had ze al een uitweg gevonden: vergeving! Vergeef door de onmogelijke pijn en bloed - en daarmee stopte het toen, aan het begin, dit bloedige wiel. Door haar voorbeeld deed de arme Ella een beroep op de maatschappij en riep de mensen op om in het christelijk geloof te leven. 'Nee!' Antwoordde Kalyayev.' Ik heb geen berouw, ik moet sterven voor mijn daad en ik zal... Mijn dood zal nuttiger zijn voor mijn zaak dan de dood van Sergei Alexandrovich.' Kalyayev werd ter dood veroordeeld: 'Ik ben blij met uw vonnis.' zei hij tegen de rechters. 'Ik hoop dat u het net zo openlijk zult uitvoeren als ik het vonnis van de Socialistische Revolutionaire Partij. Leer de oprukkende revolutie recht in het gezicht te zien.'"
Kalyayev werd opgehangen op 23 mei 1905. Dit incident vormde de basis voor het 1949-toneelstuk Les Justes van Albert Camus.

## Poëzie
Ivan Kalyayev was bij zijn vrienden bekend onder de bijnaam Dichter en schreef verschillende verzen en proza. Tijdens zijn ballingschap naar Yaroslavl in 1902 vertaalde Kalyayev samen met Aleksey Remizov gedichten in proza van de Poolse auteur Stanisław Przybyszewski. Na zijn executie publiceerde de Socialistisch-Revolutionaire Partij Kalyayev's dichtbundel. Zijn poëzie was zelfs opgenomen (zonder de auteur te noemen) in een populaire lezer. Tegenwoordig zijn zijn werken bijna volledig vergeten. Een voorbeeld van de poëzie van Kalyayev is zijn Gebed.
- Gemeinsame Normdatei: 120011468
- International Standard Name Identifier: 0000 0000 1404 1867
- Library of Congress Control Number: no94001981
- Système universitaire de documentation: 243999380
- Virtual International Authority File: 45121880
- WorldCat: E39PBJmtxcVyb8GqP8FBW4vCQq